# 卡姆揚斯凱 (貝雷霍韋區)
48°16′47″N 22°56′19″E / 48.27972°N 22.93861°E
卡姆揚斯凱（烏克蘭語：Кам'янське）是位於烏克蘭西部的村莊，由外喀爾巴阡州貝雷霍韋區的卡姆揚斯凱市鎮負責管轄。該村始建於1412年，面積12平方公里，海拔高度135米，2001年人口1,482，人口密度每平方公里120人。